# Edward Brophy
Edward Brophy est un acteur et réalisateur américain né le 27 février 1895 à New York, État de New York (États-Unis), décédé le 27 mai 1960 à Pacific Palisades (États-Unis).

## Filmographie

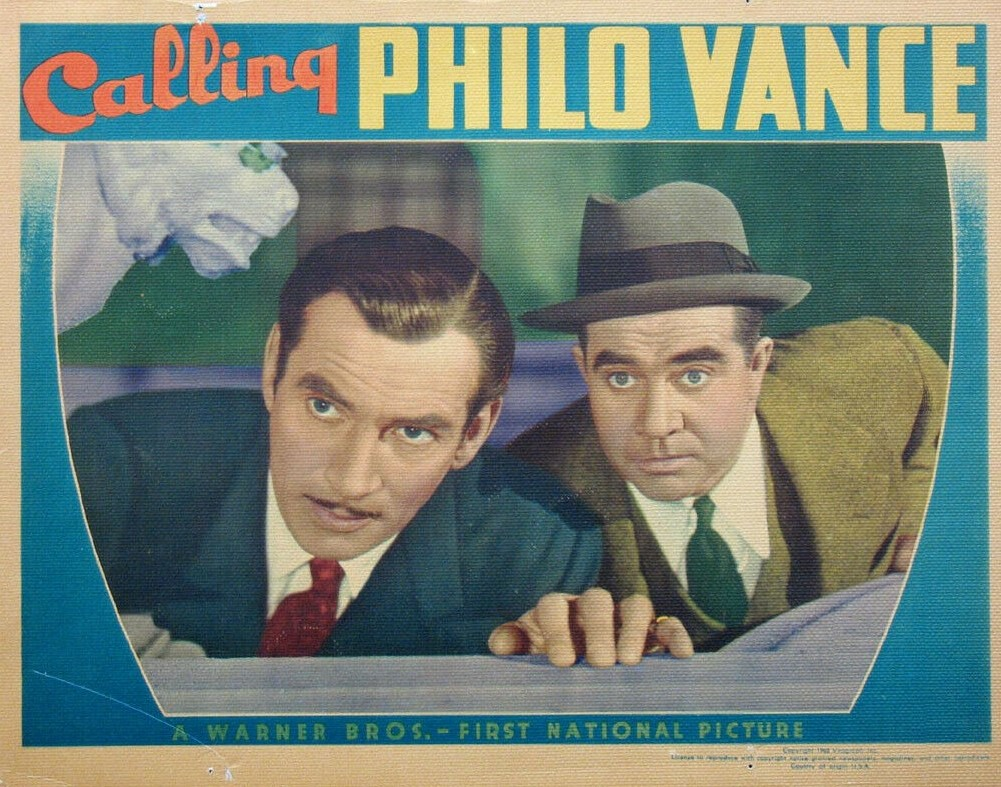
Calling Philo Vance avec James Stephenson et Edward Brophy (1940).

### Comme acteur
- 1920 : Yes or No ? de Roy William Neill : Tom Martin
- 1928 : L'Irrésistible (Westpoint) d'Edward Sedgwick : Team manager
- 1928 : L'Opérateur (The Cameraman), d'Edward Sedgwick et Buster Keaton
- 1930 : Le Metteur en scène (Free and Easy) : Benny, The Stage Manager
- 1930 : Cœurs impatients (Our Blushing Brides), de Harry Beaumont : Joseph Aloysius 'Joe' Munsey
- 1930 : Buster s'en va-t'en guerre (Doughboys) de Edward Sedgwick : Sgt. Brophy
- 1930 : Those Three French Girls d'Harry Beaumont : Yank
- 1930 : La Bande fantôme (Remote Control) de Nick Grinde et Malcolm St. Clair : Al
- 1930 : Il faut payer (Paid) de Sam Wood : Burgler
- 1931 : Buster se marie (Parlor, Bedroom and Bath) de Buster Keaton : Détective
- 1931 : Âmes libres (A Free Soul) de Clarence Brown : Slouch
- 1931 : Pur-sang (Sporting Blood) de Charles Brabin : Newsreel Cameraman
- 1931 : A Dangerous Affair (en) d'Edward Sedgwick : Nelson
- 1931 : Le Champion (The Champ) de King Vidor : Tim
- 1932 : Le Plombier amoureux (The Passionate Plumber) de Edward Sedgwick et Claude Autant-Lara : Man outside beauty parlor
- 1932 : La Bête de la cité (The Beast of the City) de Charles Brabin : Police dispatcher
- 1932 : La Monstrueuse Parade (Freaks) de Tod Browning : Rollo Brother
- 1932 : Skyscraper Souls d'Edgar Selwyn : Man in Elevator
- 1932 : Le Professeur (Speak Easily) de Edward Sedgwick : Reno
- 1932 : Prosperity (en) de Sam Wood : Ice Cream Salesman
- 1932 : Une femme survint (Flesh) de John Ford : Dolan - a Referee
- 1933 : Le Roi de la bière (What! No Beer?) de Edward Sedgwick : Spike Moran
- 1933 : Beer and Pretzels (en) de Jack Cummings : Theater Manager
- 1933 : Broadway to Hollywood de Willard Mack : Joe Mannion
- 1934 : The Poor Rich (en) de Edward Sedgwick : Flannigan
- 1934 : L'Introuvable (The Thin Man) de W. S. Van Dyke : Joe Morelli
- 1934 : Paris Interlude (en) de Edwin L. Marin : Ham Farnsworth, Herald Reporter
- 1934 : Jours heureux (Hide-Out) de W. S. Van Dyke : Det. Britt
- 1934 : Have a Heart de David Butler : Mac
- 1934 : Death on the Diamond de Edward Sedgwick : Police Sgt. Grogan
- 1934 : Le Témoin imprévu (Evelyn Prentice) de William K. Howard : Eddie Delaney
- 1934 : I'll Fix It (en) de Roy William Neill : Tilly
- 1934 : Sequoia de Chester M. Franklin et Edwin L. Marin : Forest Ranger Pete
- 1935 : L'Ombre du doute (Shadow of Doubt) de George B. Seitz : Police Lt. Fred Wilcox
- 1935 : Toute la ville en parle (The Whole Town's Talking) de John Ford : 'Slugs' Martin
- 1935 : La Fugue de Mariette (Naughty Marietta) de Robert Z. Leonard et W. S. Van Dyke : Ezekial 'Zeke' Cramer
- 1935 : On murmure dans la ville (People Will Talk) de Joseph L. Mankiewicz : Pete Ranse
- 1935 : Les Mains d'Orlac (Mad Love) de Karl Freund : Rollo the Knife Thrower
- 1935 : She Gets Her Man de William Nigh : Flash
- 1935 : La Malle de Singapour (China Seas) de Tay Garnett : Wilbur Timmons
- 1935 : Vivre sa vie (I Live My Life) de W. S. Van Dyke : Pete
- 1935 : 1,000 Dollars a Minute de Aubrey Scotto : Benny
- 1935 : Cocktails et Homicides (Remember Last Night?) de James Whale : Maxie
- 1935 : Pas de pitié pour les kidnappeurs (Show Them No Mercy!) de George Marshall : Buzz
- 1936 : Strike Me Pink de Norman Taurog : Killer
- 1936 : Here Comes Trouble (en) de Lewis Seiler : Crowley
- 1936 : Woman Trap de William A. Wellman : George
- 1936 : The Case Against Mrs. Ames (en) de William A. Seiter : Sid
- 1936 : Spendthrift de Raoul Walsh : Bill McGuire
- 1936 : Kelly the Second (en) de Gus Meins : Ike Arnold
- 1936 : All American Chump (en) d'Edwin L. Marin : Murphy
- 1936 : Bonne Blague (Wedding Present) de Richard Wallace : Squinty
- 1936 : Mister Cinderella (en) d'Edward Sedgwick : Detective McNutt
- 1936 : Hideaway Girl (it) de George Archainbaud : Bugs Murphy
- 1936 : Career Woman de Lewis Seiler : Doc Curley
- 1936 : Ennemis publics (Great Guy) de John G. Blystone : Pete Reilly
- 1937 : Oh Doctor (en) de Ray McCarey : Meg Smith
- 1937 : Jim Hanvey, Detective (en) : Romo
- 1937 : Michel Strogoff (The Soldier and the Lady) : Parker
- 1937 : Hit Parade of 1937 (en) de Gus Meins : Mulrooney
- 1937 : The Great Gambini (en) de Charles Vidor : Butch
- 1937 : La Revue du collège (Varsity Show) de William Keighley : Mike 'Curly' Barclay
- 1937 : Trapped by G-Men (en) de Lewis D. Collins : Lefty
- 1937 : The Girl Said No d'Andrew L. Stone : Pie
- 1937 : Le Dernier gangster (The Last Gangster) de Edward Ludwig : Fats Garvey
- 1937 : Blossoms on Broadway (en) de Richard Wallace : M.. Prussic
- 1938 : A Slight Case of Murder de Lloyd Bacon : Lefty
- 1938 : Romance on the Run (en) de Gus Meins : Whitey Whitehouse
- 1938 : Hold That Kiss de Edwin L. Marin : Al
- 1938 : Chercheuses d'or à Paris (Gold Diggers in Paris) de Ray Enright et Busby Berkeley : Mike Coogan
- 1938 : Passport Husband de James Tinling : Spike
- 1938 : Come On, Leathernecks! (en) de James Cruze : Max 'Curly' Maxwell
- 1938 : Vacation from Love (en) de George Fitzmaurice : Barney Keenan, Band Leader
- 1938 : Gambling Ship de Louis J. Gasnier et Max Marcin : Innocent
- 1939 : Le Cirque en folie (Sans peur et sans reproche) de Lester Cowan (it) : Corbett
- 1939 : Pardon Our Nerve (en) de H. Bruce Humberstone : Nosey Nelson
- 1939 : Avocat mondain (Society Lawyer), d'Edwin L. Marin : Max, le garde du corps de Gazotti
- 1939 : For Love or Money (en) d'Albert S. Rogell : Sleeper
- 1939 : The Kid from Kokomo (it) de Lewis Seiler : Eddie Black
- 1939 : L'Esclave aux mains d'or (Golden Boy) de Rouben Mamoulian : Roxy Lewis
- 1939 : Kid Nightingale (en) de George Amy : Michael 'Mike' Jordon
- 1939 : L'Étonnant M. Williams (The Amazing M. Williams) d'Alexander Hall : Moseby
- 1939 : The Big Guy (en) d'Arthur Lubin : Dippy
- 1940 : Calling Philo Vance (en) de William Clemens : Ryan, Markham's Assistant
- 1940 : Alias the Deacon (en) de Edward Sloman : Stuffy
- 1940 : Le Gant d'or (Golden Gloves) d'Edward Dmytryk : Potsy Brill
- 1940 : The Great Profile de Walter Lang : Sylvester
- 1940 : Chantez, dansez, mes belles ! (Dance, Girl, Dance) de Dorothy Arzner : Dwarfie
- 1940 : Sandy Gets Her Man (en) d'Otis Garrett et Paul Girard Smith : Fireman Junior
- 1940 : La Femme invisible (The Invisible Woman) d'A. Edward Sutherland : Bill
- 1941 : A Dangerous Game de John Rawlins : Bugsy (misspelled Bugs in on-screen credits)
- 1941 : Sleepers West d'Eugene Forde : George Trautwein
- 1941 : Thieves Fall Out (en) de Ray Enright : Detective Rork
- 1941 : Fiancée contre remboursement (The Bride Came C.O.D.) de William Keighley : Hinkle
- 1941 : Nine Lives Are Not Enough d'A. Edward Sutherland : Police Officer 'Slats' Slattery
- 1941 : Buy Me That Town (en) d'Eugene Forde : Ziggy
- 1941 : Dumbo de Ben Sharpsteen : Timothy Q. Mouse (voix)
- 1941 : The Gay Falcon d'Irving Reis : Detective Bates
- 1941 : Steel Against the Sky (en) de A. Edward Sutherland : Pete Evans
- 1942 : Échec à la Gestapo (All Through the Night) de Vincent Sherman : Joe Denning, Callahan's partner
- 1942 : Larceny, Inc. de Lloyd Bacon : Weepy Davis
- 1942 : Broadway de William A. Seiter : Porky
- 1942 : Madame Spy (en) de Roy William Neill : Mike Reese
- 1943 : Lady Bodyguard (en) de William Clemens : Harry Gargan
- 1943 : Air Force de Howard Hawks : Marine Sergeant J.J. Callahan
- 1943 : Destroyer de William A. Seiter : Casey
- 1943 : A Scream in the Dark de George Sherman : Eddie Tough
- 1944 : La Reine de Broadway (Cover Girl) de Charles Vidor : Joe
- 1944 : C'est arrivé demain (It Happened Tomorrow) de René Clair : Jake Shomberg
- 1944 : A Night of Adventure (en) de Gordon Douglas : Steve, Latham's Chauffeur
- 1944 : L'introuvable rentre chez lui (The Thin Man Goes Home) de Richard Thorpe : Brogan
- 1945 : Voyez mon avocat (See My Lawyer) d'Eddie Cline : Otis Fillmore
- 1945 : I'll Remember April (en) d'Harold Young : Shadow
- 1945 : Le Joyeux Phénomène (Wonder Man) de H. Bruce Humberstone : Torso
- 1945 : Penthouse Rhythm d'Eddie Cline : Baily, Junior's handyman
- 1945 : The Falcon in San Francisco (en) de Joseph H. Lewis : Goldie Locke
- 1946 : Girl on the Spot (en) de William Beaudine : Fingers
- 1946 : Swing Parade of 1946 de Phil Karlson : Moose
- 1946 : The Falcon's Adventure (en) de William Berke : Goldie Locke
- 1946 : La Course au bonheur (Sweetheart of Sigma Chi) de Jack Bernhard et William Beaudine : Arty
- 1946 : Renegade Girl (en) de William Berke : Bob Crandall, raider
- 1947 : C'est arrivé dans la Cinquième Avenue (It Happened on 5th Avenue) de Roy Del Ruth : Patrolman Cecil Felton
- 1949 : Arson, Inc. (en) de William Berke : Pete
- 1951 : Danger Zone (en) d'Allan Eastman : Prof. Frederick Simpson Schicker
- 1951 : Roaring City (en) de William Berke : 'Professor' Frederick Simpson Schicker
- 1951 : Pier 23 (en) de William Berke : Prof. Shicker
- 1952 : L'Arbre de Noël de Pluto (Pluto's Christmas Tree) : Mickey Mouse (high pitch) (voix)
- 1956 : Le Bébé de Mademoiselle (Bundle of Joy) de Norman Taurog : Dance Contest Judge
- 1958 : La Dernière Fanfare (The Last Hurrah) de John Ford : 'Ditto' Boland

### Comme réalisateur
- 1931 : Buster se marie (Parlor, Bedroom and Bath)
- 1931 : Casanova wider Willen